# Camponotus heros
Camponotus heros är en myrart som beskrevs av Santschi 1926. Camponotus heros ingår i släktet hästmyror, och familjen myror. Inga underarter finns listade.